# Джэй Бир Рэй
Джэй Бир Рэй (англ. Jai Bir Rai; род. в 1973 году) — бутанский политик, министр образования Бутана (с ноября 2018 года). Депутат Национальной ассамблеи Бутана.

## Биография
Джэй Бир Рэй родился в 1973 году. Получил магистерскую степень в Маастрихтской школе менеджмента в Нидерландах по специальности бухгалтерский учёт и финансы.
На выборах 2018 года Бир Рэй был избран в Национальную ассамблею Бутана, набрав 5586 голосов. 3 ноября 2018 года премьер-министр Лотай Церинг объявил состав своего нового кабинета — Джэй Бир Рэй был назначен министром образования. 7 ноября 2018 года он был приведён к присяге.